# Sandra Morgan
Sandra Morgan (Tamworth, 6 giugno 1942) è un'ex nuotatrice australiana.
Specializzata nello stile libero, ha vinto la medaglia d'oro nella staffetta 4x100m sl ai Giochi olimpici di Melbourne 1956.
È stata primatista mondiale della staffetta 4x100m sl.

## Palmarès
- Olimpiadi

Melbourne 1956: oro nella staffetta 4x100m sl.
- Giochi dell'Impero e del Commonwealth Britannico

1958 - Cardiff: oro nella staffetta 4x110yd sl.